# Elezioni regionali in Calabria del 2010
Le elezioni regionali italiane del 2010 in Calabria si sono tenute il 28 e 29 marzo. Esse hanno visto la vittoria di Giuseppe Scopelliti, sostenuto dal centro-destra, che ha sconfitto il presidente uscente Agazio Loiero, sostenuto dal centro-sinistra.

## Affluenza
Il corpo elettorale per le elezioni del 28, 29 marzo 2010 risultava composto da 1.064.003 elettori. Alla chiusura dei seggi l'affluenza definitiva si è attestata al 59,27%, in aumento rispetto al 2005 del 5,12%.
| Provincia       | Affluenza | Variazione |
| --------------- | --------- | ---------- |
| Calabria        | 59,27%    | 5,12%      |
| Catanzaro       | 61,86%    | 4,09%      |
| Cosenza         | 57,38%    | 6,79%      |
| Reggio Calabria | 62,66%    | 3,62%      |
| Crotone         | 52,93%    | 6,89%      |
| Vibo Valentia   | 57,42%    | 3,08%      |

## Risultati
|                                                                 | Giuseppe Scopelliti ✔️ Presidente                               | 614 584                                                         | 57,76 | Il Popolo della Libertà | 271 581   | 26,39 | 15 |  |  |
| Lista Scopelliti Presidente                                     | Giuseppe Scopelliti ✔️ Presidente                               | 614 584                                                         | 57,76 | 102 090                 | 9,92      | 6     |    |  |  |
| Unione di Centro                                                | Giuseppe Scopelliti ✔️ Presidente                               | 614 584                                                         | 57,76 | 97 213                  | 9,44      | 6     |    |  |  |
| Insieme per la Calabria (PRI - Nuovo PSI - UDEUR)               | Giuseppe Scopelliti ✔️ Presidente                               | 614 584                                                         | 57,76 | 53 158                  | 5,16      | 2     |    |  |  |
| Socialisti Uniti - PSI                                          | Giuseppe Scopelliti ✔️ Presidente                               | 614 584                                                         | 57,76 | 33 000                  | 3,21      | –     |    |  |  |
| Libertà e Autonomia - Noi Sud                                   | Giuseppe Scopelliti ✔️ Presidente                               | 614 584                                                         | 57,76 | 31 345                  | 3,05      | –     |    |  |  |
| Fiamma Tricolore                                                | Giuseppe Scopelliti ✔️ Presidente                               | 614 584                                                         | 57,76 | 4 136                   | 0,40      | –     |    |  |  |
|                                                                 | Agazio Loiero                                                   | 342 773                                                         | 32,22 | Partito Democratico     | 162 081   | 15,75 | 10 |  |  |
| Autonomia e Diritti                                             | Agazio Loiero                                                   | 342 773                                                         | 32,22 | 71 945                  | 6,99      | 4     |    |  |  |
| Federazione della Sinistra                                      | Agazio Loiero                                                   | 342 773                                                         | 32,22 | 41 520                  | 4,03      | 2     |    |  |  |
| Partito Socialista Italiano - Sinistra Ecologia Libertà         | Agazio Loiero                                                   | 342 773                                                         | 32,22 | 38 581                  | 3,75      | –     |    |  |  |
| Alleanza per la Calabria                                        | Agazio Loiero                                                   | 342 773                                                         | 32,22 | 23 106                  | 2,24      | –     |    |  |  |
| Slega la Calabria                                               | Agazio Loiero                                                   | 342 773                                                         | 32,22 | 21 145                  | 2,05      | –     |    |  |  |
| Seggio assegnato al candidato presidente classificatosi secondo | Seggio assegnato al candidato presidente classificatosi secondo | Seggio assegnato al candidato presidente classificatosi secondo | 32,22 | 1                       |           |       |    |  |  |
|                                                                 | Filippo Callipo                                                 | 106 646                                                         | 10,02 | Italia dei Valori       | 55 370    | 5,38  | 3  |  |  |
| Io Resto in Calabria con Callipo                                | Filippo Callipo                                                 | 106 646                                                         | 10,02 | 20 443                  | 1,99      | –     |    |  |  |
| Lista Bonino-Pannella                                           | Filippo Callipo                                                 | 106 646                                                         | 10,02 | 2 551                   | 0,25      | –     |    |  |  |
| Totale                                                          | Totale                                                          | 1 064 003                                                       | 100   |                         | 1 029 265 | 100   | 49 |  |  |
|                                                                 |                                                                 |                                                                 |       |                         |           |       |    |  |  |
| Fonte: Ministero dell'interno                                   |                                                                 |                                                                 |       |                         |           |       |    |  |  |

## Consiglieri eletti
| Collegio                       | Lista                       | Eletto                       | Preferenze |
| ------------------------------ | --------------------------- | ---------------------------- | ---------- |
| Circoscrizione Catanzaro       | Il Popolo della Libertà     | Pietro "Piero" Aiello        | 10.405     |
| Circoscrizione Catanzaro       | Il Popolo della Libertà     | Domenico Tallini             | 8.773      |
| Circoscrizione Catanzaro       | Il Popolo della Libertà     | Mario Magno                  | 4.880      |
| Circoscrizione Catanzaro       | Partito Democratico         | Antonio "Tonino" Scalzo      | 11.109     |
| Circoscrizione Catanzaro       | Partito Democratico         | Pietro "Pierino" Amato       | 5.145      |
| Circoscrizione Catanzaro       | Lista Scopelliti Presidente | Claudio Parente              | 3.946      |
| Circoscrizione Catanzaro       | Italia dei Valori           | Filippo "Pippo" Capellupo    | 1.396      |
| Circoscrizione Cosenza         | Il Popolo della Libertà     | Pino Gentile                 | 14.676     |
| Circoscrizione Cosenza         | Il Popolo della Libertà     | Franco Morelli               | 13.578     |
| Circoscrizione Cosenza         | Il Popolo della Libertà     | Giuseppe Caputo              | 10.505     |
| Circoscrizione Cosenza         | Il Popolo della Libertà     | Gianpaolo Chiappetta         | 7.241      |
| Circoscrizione Cosenza         | Il Popolo della Libertà     | Fausto Orsomarso             | 6.974      |
| Circoscrizione Cosenza         | Partito Democratico         | Nicola Adamo                 | 9.054      |
| Circoscrizione Cosenza         | Partito Democratico         | Sandro Principe              | 8.811      |
| Circoscrizione Cosenza         | Partito Democratico         | Carlo Guccione               | 7.667      |
| Circoscrizione Cosenza         | Partito Democratico         | Mario Maiolo                 | 6.380      |
| Circoscrizione Cosenza         | Lista Scopelliti Presidente | Salvatore Magarò             | 5.011      |
| Circoscrizione Cosenza         | Unione di Centro            | Michele Trematerra           | 10.830     |
| Circoscrizione Cosenza         | Unione di Centro            | Gianluca Gallo               | 5.618      |
| Circoscrizione Cosenza         | Autonomia e Diritti         | Rosario Mirabelli            | 4.450      |
| Circoscrizione Cosenza         | Autonomia e Diritti         | Mario Franchino              | 3.239      |
| Circoscrizione Cosenza         | Italia dei Valori           | Mimmo Talarico               | 4.760      |
| Circoscrizione Cosenza         | Insieme per la Calabria     | Giulio Serra                 | 6.064      |
| Circoscrizione Cosenza         | Federazione della Sinistra  | Ferdinando Aiello            | 3.973      |
| Circoscrizione Crotone         | Il Popolo della Libertà     | Salvatore Pacenza            | 3.399      |
| Circoscrizione Crotone         | Partito Democratico         | Francesco Sulla              | 4.420      |
| Circoscrizione Crotone         | Unione di Centro            | Alfonso Dattolo              | 3.484      |
| Circoscrizione Crotone         | Lista Scopelliti Presidente | Francesco Pugliano           | 6.904      |
| Circoscrizione Reggio Calabria | Il Popolo della Libertà     | Antonio Stefano Caridi       | 11.215     |
| Circoscrizione Reggio Calabria | Il Popolo della Libertà     | Santi Zappalà                | 11.078     |
| Circoscrizione Reggio Calabria | Il Popolo della Libertà     | Alessandro Nicolò            | 8.082      |
| Circoscrizione Reggio Calabria | Il Popolo della Libertà     | Luigi Fedele                 | 7.671      |
| Circoscrizione Reggio Calabria | Partito Democratico         | Demetrio Battaglia           | 9.710      |
| Circoscrizione Reggio Calabria | Partito Democratico         | Giuseppe Bova                | 8.770      |
| Circoscrizione Reggio Calabria | Lista Scopelliti Presidente | Giovanni Emanuele Bilardi    | 8.123      |
| Circoscrizione Reggio Calabria | Lista Scopelliti Presidente | Candeloro Imbalzano          | 4.780      |
| Circoscrizione Reggio Calabria | Unione di Centro            | Pasquale Maria Tripodi       | 10.393     |
| Circoscrizione Reggio Calabria | Italia dei Valori           | Giuseppe Giordano            | 2.279      |
| Circoscrizione Reggio Calabria | Insieme per la Calabria     | Antonio Rappoccio            | 3.726      |
| Circoscrizione Reggio Calabria | Federazione della Sinistra  | Nino De Gaetano              | 8.765      |
| Circoscrizione Vibo Valentia   | Il Popolo della Libertà     | Nazzareno Salerno            | 6.224      |
| Circoscrizione Vibo Valentia   | Partito Democratico         | Bruno Censore                | 8.164      |
| Circoscrizione Vibo Valentia   | Lista Scopelliti Presidente | Alfonsino Grillo             | 3.400      |
| Circoscrizione Vibo Valentia   | Unione di Centro            | Francesco Antonio Stillitani | 3.747      |
| Circoscrizione Vibo Valentia   | Autonomia e Diritti         | Gaetano Bruni                | 6.265      |